# زيرون ملتوي
زيرون ملتوي (الاسم العلمي:Xyris torta) هو نوع من النباتات يتبع جنس الزيرون من الفصيلة الزيرونية.